# Miłkowo (Raków)
Miłkowo – osada wsi Raków w Polsce, położona w województwie lubuskim, w powiecie świebodzińskim, w gminie Świebodzin. Osada wchodzi w skład sołectwa Raków.
W latach 1975–1998 osada administracyjnie należała do województwa zielonogórskiego.